# Eleccions municipals a la Vall de Boí
Les eleccions municipals a la Vall de Boí són el conjunt d'eleccions municipals que s'han celebrat a la Vall de Boí des de la transició democràtica espanyola.

## 1995
Les eleccions municipals del 28 de maig de 1995 van donar un canvi al capdavant de l'alcaldia d'Andreu Fantova Farré a Joan Perelada Ramon. Estaven en joc un total de 7 regidors i s'hi presentaven un total de 3 candidatures. Hi hagué 425 vots d'un total de 535 electors amb una participació del 79,44%. Finalment els seients quedaren repartits en 4 per l'Agrupació Electoral Independents de la Vall de Boí i 3 per Convergència i Unió.
| Candidatura | Candidatura                                        | Cap de llista         | Vots | Regidors | % vots |
| ----------- | -------------------------------------------------- | --------------------- | ---- | -------- | ------ |
|             | Agrupació Electoral Independents de la Vall de Boí | Joan Perelada i Ramon | 217  | 4        | 51,18% |
|             | Convergència i Unió                                | Andreu Fantova Farré  | 178  | 3        | 41,98% |
|             | Partit dels Socialistes de Catalunya-PSOE          | Ignacio Campo Guil    | 13   | 0        | 3,07%  |
|             | Vot en blanc                                       |                       | 16   | -        | 3,77%  |
|             | Vot nul                                            |                       | 1    | -        | 0,24%  |
| Total       | Total                                              | 425                   | 425  | 7        |        |

## 1999
Les eleccions del 13 de juny de 1999 van donar per segona vegada com a guanyador Joan Perelada Ramon (CIU) com a alcalde. Si fins aquell moment Joan Perelada Ramon s'havia presentat com a Independent, en la que seria la seva tercera legislatura es presentà per Convergència i Unió. Estaven en joc un total de 7 regidors i s'hi presentaven un total de 2 candidatures. Hi hagué 468 vots d'un total de 738 electors amb una participació del 63,41%. Finalment els seients quedaren repartits en 5 per Convergència i Unió i 2 per Progressistes Independents de la Vall de Boí.
| Candidatura | Candidatura                                  | Cap de llista         | Vots | Regidors | % vots |
| ----------- | -------------------------------------------- | --------------------- | ---- | -------- | ------ |
|             | Convergència i Unió                          | Joan Perelada i Ramon | 312  | 5        | 68,27% |
|             | Progressistes Independents de la Vall de Boí | Ester Isús Font       | 129  | 2        | 28,23% |
|             | Vot en blanc                                 |                       | 16   | -        | 3,42%  |
|             | Vot nul                                      |                       | 11   | -        | 2,35%  |
| Total       | Total                                        | 468                   | 468  | 7        |        |

## 2003
Les eleccions municipals a la Vall de Boí del 25 de maig de 2003 van donar per tercera vegada com a guanyador a Joan Perelada Ramon (CiU) com a alcalde. Estaven en joc un total de 7 regidors i s'hi presentava només una candidatura. Hi hagué 451 vots d'un total de 797 electors amb una participació del 56,59%. Finalment els set seients foren a parar directament a Convergència i Unió.
| Candidatura | Candidatura         | Cap de llista         | Vots | Regidors | % vots |
| ----------- | ------------------- | --------------------- | ---- | -------- | ------ |
|             | Convergència i Unió | Joan Perelada i Ramon | 367  | 7        | 89,08% |
|             | Vot en blanc        |                       | 45   | -        | 10,92% |
|             | Vot nul             |                       | 39   | -        | 8,65%  |
| Total       | Total               | 451                   | 451  | 7        |        |

## 2007
Les eleccions van ser el 27 de maig del 2007. Aquestes eleccions van donar com a guanyador per quarta vegada a Joan Perelada Ramon (IPVB-PM). Com que la Vall de Boí havia crescut de població, va passar d'elegir 7 regidors a elegir-ne 9. El 2007, Joan Perelada Ramon es va tornar a presentar, però aquest cop per Independents per la Vall de Boí - Progrés Municipal (IPVB-PM). També es presentaren Josep-Lluís Farrero Moyes per Convergència i Unió (CIU) i Carlos Fantova Palacín per Bloc per la Vall (BPV). Estaven en joc un total de 9 regidors i s'hi presentaven un total de 3 candidatures. Hi hagué 543 vots d'un total de 847 electors amb una participació del 64,11%. Finalment els seients quedaren repartits en 6 per Independents per la Vall de Boí-Progrés Municipal, 2 pel Bloc per la Vall i 1 per Convergència i Unió.
| Candidatura | Candidatura                                         | Cap de llista             | Vots | Regidors | % vots |
| ----------- | --------------------------------------------------- | ------------------------- | ---- | -------- | ------ |
|             | Independents per la Vall de Boí - Progrés Municipal | Joan Perelada i Ramon     | 325  | 6        | 59,96% |
|             | Bloc per la Vall                                    | Carlos Fantova Palacín    | 108  | 2        | 19,93% |
|             | Convergència i Unió                                 | Josep-Lluís Farrero Moyes | 91   | 1        | 16,79% |
|             | Vot en blanc                                        |                           | 18   | -        | 3,32%  |
|             | Vot nul                                             |                           | 1    | -        | 0,18%  |
| Total       | Total                                               | 543                       | 543  | 9 (+2)   |        |

| Nom dels regidors | Nom dels regidors         | Partit polític |
| ----------------- | ------------------------- | -------------- |
|                   | Joan Perelada Ramon       | IVB-PM         |
|                   | Esther Isus Font          | IVB-PM         |
|                   | Aurora Subirà Torrelles   | IVB-PM         |
|                   | Ruben Bardají Cazorla     | IVB-PM         |
|                   | Manel Marsol Fierro       | IVB-PM         |
|                   | Josep Peremartí Borrell   | IVB-PM         |
|                   | Carlos Fantova Palacín    | BV             |
|                   | Gerard Castellarnau Plaza | BV             |
|                   | Josep-Lluís Farrero Moyes | CIU            |

## 2011
Les eleccions van ser el 22 de maig del 2011. Aquestes eleccions van donar com a guanyador per cinquena vegada a Joan Perelada Ramon (IPVB-PM). Les altres candidatures presentades foren Convergència i Unió (CiU), encapçalada de nou per Josep-Lluís Farrero Moyes, i Carlos Fantova Palacín encapçalà el Bloc per la Vall (BV).
Estaven en joc un total de 9 regidors i s'hi presentaven un total de 3 candidatures. Hi hagué 563 vots d'un total de 839 electors amb una participació del 67,10%.
Finalment els seients quedaren repartits en 5 per Independents per la Vall de Boí-Progrés Municipal, 2 pel Bloc per la Vall i 2 per Convergència i Unió.
| Candidatura | Candidatura                                       | Cap de llista             | Vots | Regidors | % vots |
| ----------- | ------------------------------------------------- | ------------------------- | ---- | -------- | ------ |
|             | Independents per la Vall de Boí-Progrés Municipal | Joan Perelada Ramon       | 286  | 5        | 51,91  |
|             | Bloc per la Vall                                  | Carlos Fantova Palacín    | 129  | 2        | 23,41  |
|             | Convergència i Unió                               | Josep Lluís Farrero Moyes | 123  | 2        | 22,32  |
|             | Vot en blanc                                      |                           | 13   | -        | 2,31   |
|             | Vot nul                                           |                           | 12   | -        | 2,13   |
| Total       | Total                                             | 563                       | 563  | 9        |        |

## 2015
Les eleccions van ser el 24 de maig del 2015. Aquestes eleccions van donar com a guanyador per sisena vegada a Joan Perelada Ramon (IVB). A causa d'una petita caiguda de la població, lleugerament inferior a 1.000 habitants, el nombre total de regidors passà de 9 a 7. A diferència de les dues convocatòries electorals anteriors la llista encapçalada per l'alcalde sortint, Joan Perelada, decidí de no presentar-se sota cap partit polític i es presentà com a independent. L' altra candidatura presentada fou Convergència i Unió (CiU), encapçalada de nou per Josep-Lluís Farrero Moyes. El Bloc per la Vall no presentà candidatura, i part dels seus regidors concorregueren amb la llista de Joan Perelada.
Estaven en joc un total de 7 regidors i s'hi presentaven un total de 2 candidatures. Hi hagué 529 vots d'un total de 803 electors amb una participació del 65,88%.
Finalment els seients quedaren repartits en 4 per Independents per la Vall de Boí i 3 per Convergència i Unió.
| Candidatura | Candidatura                     | Cap de llista             | Vots | Regidors | % vots |
| ----------- | ------------------------------- | ------------------------- | ---- | -------- | ------ |
|             | Independents per la Vall de Boí | Joan Perelada Ramon       | 264  | 4        | 52,59  |
|             | Convergència i Unió             | Josep Lluís Farrero Moyes | 218  | 3        | 43,43  |
|             | Vot en blanc                    |                           | 20   | -        | 3,78   |
|             | Vot nul                         |                           | 27   | -        | 5,10   |
| Total       | Total                           | 529                       | 529  | 7        |        |

## 2019
Les eleccions van ser el 26 de maig del 2019. Foren les primeres eleccions en què l'alcalde sortint, Joan Perelada no és presentà després de 24 anys d'alcaldia.
A causa d'un augment de la població, el nombre total de regidors passà de 7 a 9, i d'aquesta manera es recuperaren els escons perduts el 2015.
Per primera vegada a la història és presentà a les eleccions una candidatura d'Esquerra Republicana de Catalunya, liderada per Sònia Bruguera, qui es convertí en la primera dona en obtenir l'alcaldia del municipi. L' altra candidatura presentada fou Junts per la Vall de Boí, encapçalada per Josep-Lluís Farrero Moyes, que ja s'havia presentat a l'alcaldia en les eleccions de 2007, 2011 i 2015 per Convergència i Unió.
Estaven en joc un total de 9 regidors i s'hi presentaven un total de 2 candidatures. Hi hagué 621 vots d'un total de 805 electors amb una participació del 77,14%.
Finalment els seients quedaren repartits en 5 per ERC-AM i 4 per Junts per la Vall de Boí.
| Candidatura | Candidatura                                       | Cap de llista             | Vots | Regidors | % vots |
| ----------- | ------------------------------------------------- | ------------------------- | ---- | -------- | ------ |
|             | Esquerra Republicana de Catalunya-Acord Municipal | Sònia Bruguera Diego      | 318  | 5        | 52,30  |
|             | Junts per la Vall de Boí                          | Josep Lluís Farrero Moyes | 276  | 4        | 45,39  |
|             | Vot en blanc                                      |                           | 14   | -        | 2,30   |
|             | Vot nul                                           |                           | 13   | -        | 2,09   |
| Total       | Total                                             | 621                       | 621  | 9        |        |